# Piennes
Ne doit pas être confondu avec Piennes-Onvillers.
Piennes est une commune française située dans le département de Meurthe-et-Moselle, en région Grand Est.

## Géographie
La petite ville de Piennes est située dans l'ouest du département de Meurthe-et-Moselle, entre Verdun et Thionville, dans le bassin minier de Briey.
| Domprix        |         | Landres       |
| Bouligny Meuse | Piennes |               |
| Joudreville    |         | Norroy-le-Sec |

### Hydrographie

#### Réseau hydrographique
La commune est dans le bassin versant de la Meuse au sein du bassin Rhin-Meuse. Elle est drainée par le ruisseau la Pienne,.
La Pienne, d'une longueur de 17 km, prend sa source dans la commune et se jette dans la Crusnes à Mercy-le-Bas, après avoir traversé sept communes. 

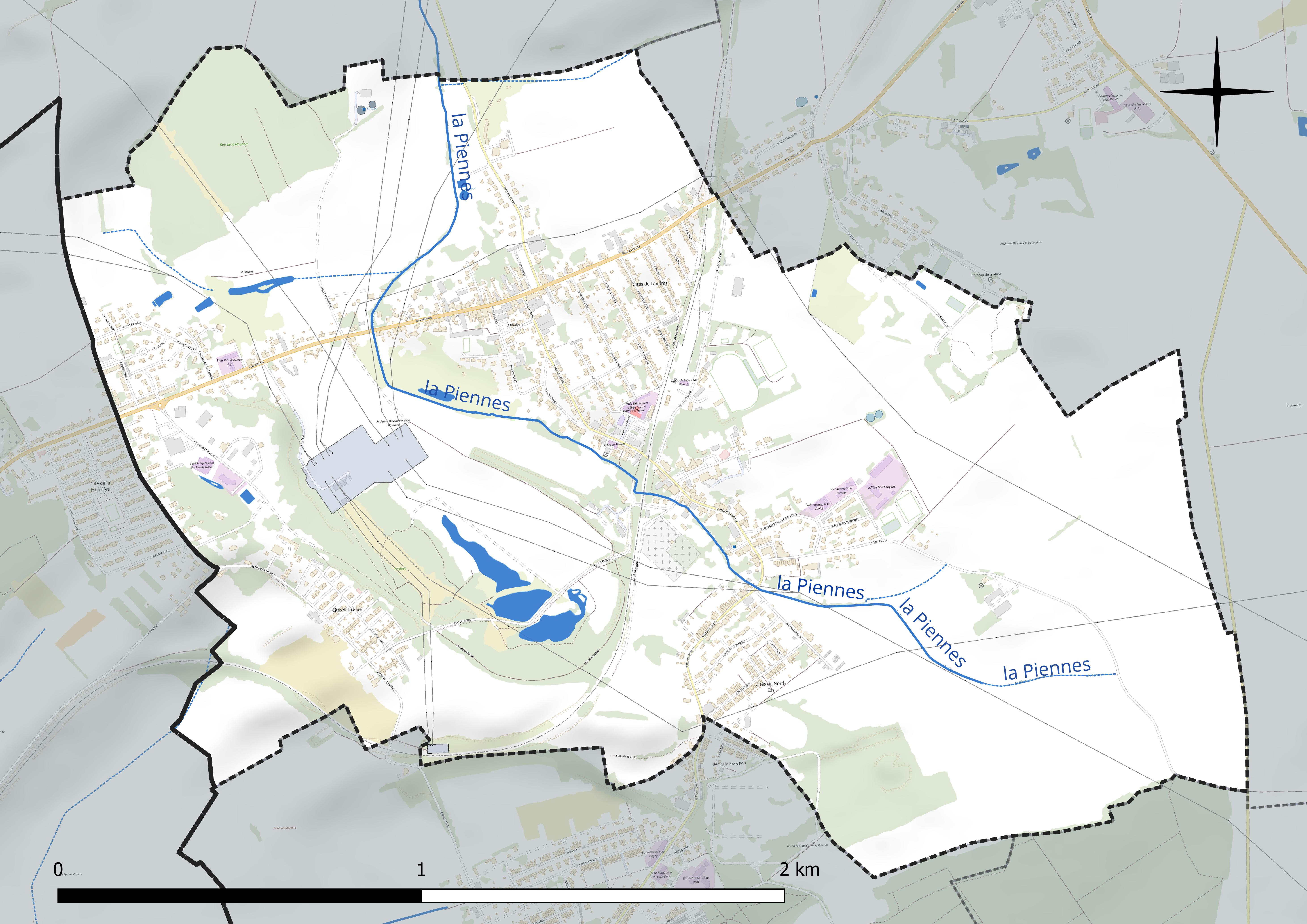
Réseau hydrographique de Piennes.

#### Gestion et qualité des eaux
Le territoire communal est couvert par le schéma d'aménagement et de gestion des eaux (SAGE) « Bassin ferrifère ». Ce document de planification concerne le périmètre des anciennes galeries des mines de fer, des aquifères et des bassins versants hydrographiques associés qui s’étend sur 2 418 km2. Les bassins versants concernés sont celui de la Chiers en amont de la confluence avec l'Othain, et ses affluents (la Crusnes, la Pienne, l'Othain), celui de l'Orne et ses affluents et celui de la Fensch, le Veymerange, la Kiesel et les parties françaises du bassin versant de l'Alzette et de ses affluents (Kaylbach, ruisseau de Volmerange). Il a été approuvé le 27 mars 2015. La structure porteuse de l'élaboration et de la mise en œuvre est la région Grand Est. 
La qualité des cours d’eau peut être consultée sur un site dédié géré par les agences de l’eau et l’Agence française pour la biodiversité. 

### Climat
Pour des articles plus généraux, voir Climat du Grand Est et Climat de Meurthe-et-Moselle.
En 2010, le climat de la commune est de type climat des marges montargnardes, selon une étude du Centre national de la recherche scientifique s'appuyant sur une série de données couvrant la période 1971-2000. En 2020, Météo-France publie une typologie des climats de la France métropolitaine dans laquelle la commune est exposée à un climat semi-continental et est dans la région climatique  Lorraine, plateau de Langres, Morvan, caractérisée par un hiver rude (1,5 °C), des vents modérés et des brouillards fréquents en automne et hiver. 
Pour la période 1971-2000, la température annuelle moyenne est de 9,5 °C, avec une amplitude thermique annuelle de 16,4 °C. Le cumul annuel moyen de précipitations est de 889 mm, avec 13,1 jours de précipitations en janvier et 9,4 jours en juillet. Pour la période 1991-2020, la température moyenne annuelle observée sur la station météorologique de Météo-France la plus proche, « Rouvres-en-woevre », sur la commune de Rouvres-en-Woëvre à 12 km à vol d'oiseau, est de 10,8 °C et le cumul annuel moyen de précipitations est de 668,3 mm. 
La température maximale relevée sur cette station est de 40,2 °C, atteinte le 24 juillet 2019 ; la température minimale est de −15,4 °C, atteinte le 7 février 2012,,. 
Les paramètres climatiques de la commune ont été estimés pour le milieu du siècle (2041-2070) selon différents scénarios d'émission de gaz à effet de serre à partir des nouvelles projections climatiques de référence DRIAS-2020. Ils sont consultables sur un site dédié publié par Météo-France en novembre 2022.

## Urbanisme

### Typologie
Au 1er janvier 2024, Piennes est catégorisée bourg rural, selon la nouvelle grille communale de densité à sept niveaux définie par l'Insee en 2022.
Elle appartient à l'unité urbaine de Piennes, une agglomération intra-départementale regroupant trois communes, dont elle est ville-centre,,. La commune est en outre hors attraction des villes,.

### Occupation des sols
L'occupation des sols de la commune, telle qu'elle ressort de la base de données européenne d’occupation biophysique des sols Corine Land Cover (CLC), est marquée par l'importance des territoires agricoles (60,8 % en 2018), en diminution par rapport à 1990 (64,4 %). La répartition détaillée en 2018 est la suivante : terres arables (48,7 %), zones urbanisées (34,2 %), prairies (12,1 %), forêts (5 %). L'évolution de l’occupation des sols de la commune et de ses infrastructures peut être observée sur les différentes représentations cartographiques du territoire : la carte de Cassini (XVIIIe siècle), la carte d'état-major (1820-1866) et les cartes ou photos aériennes de l'IGN pour la période actuelle (1950 à aujourd'hui).

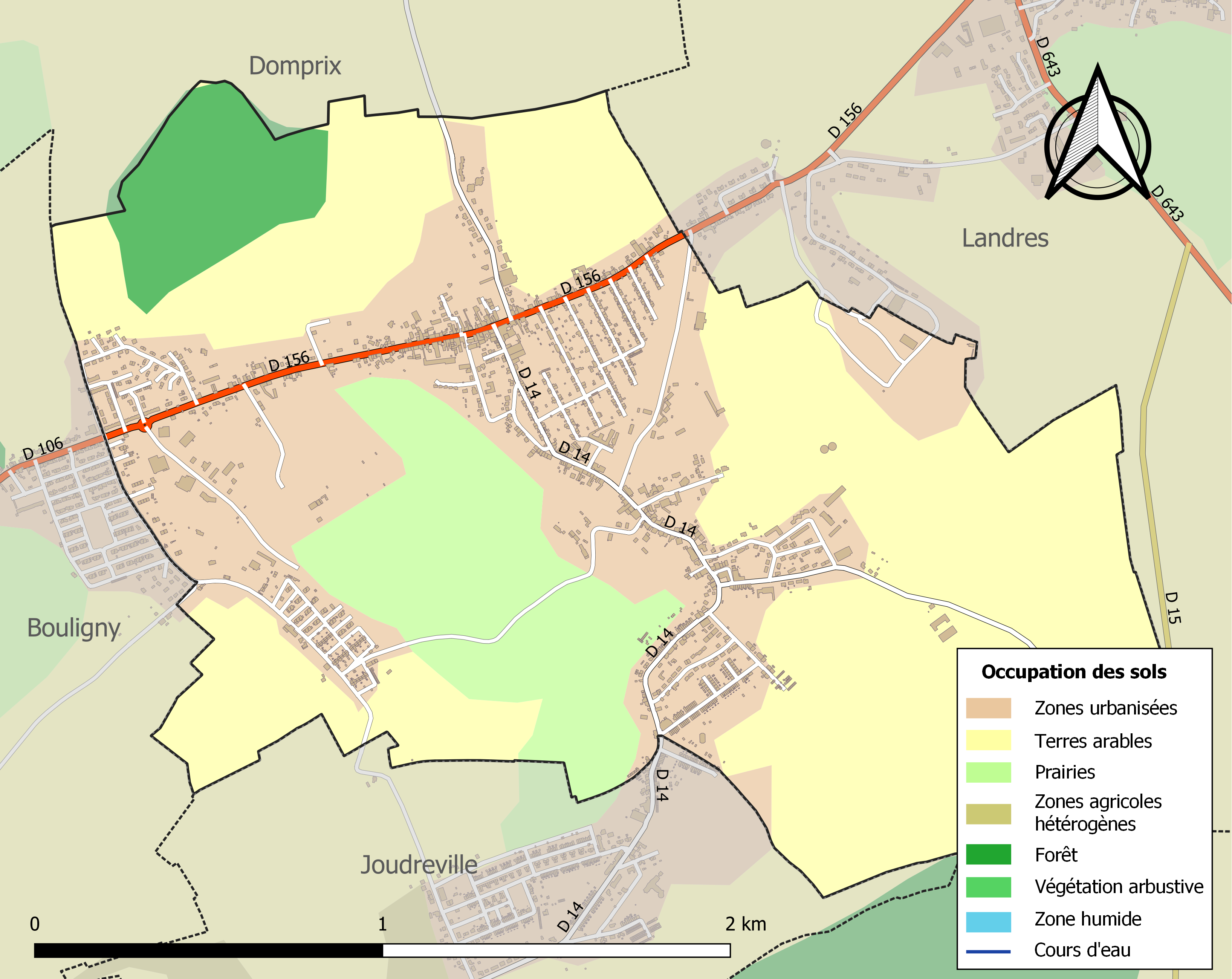
Carte des infrastructures et de l'occupation des sols de la commune en 2018 (CLC).

## Toponymie
Commune créée par décret le 11 juillet 1910, par démembrement de Landres dont elle n'était, jusqu'alors, qu'un hameau.
Le nom de la localité est attesté sous les formes Espiènes (1315) ; Espiennes (1389) ; Pienne (1779) ; Pienne en Piennois.

La Pienne ou Piennes est une petite rivière française qui coule dans le département de Meurthe-et-Moselle et qui traverse le territoire de la commune.

## Histoire

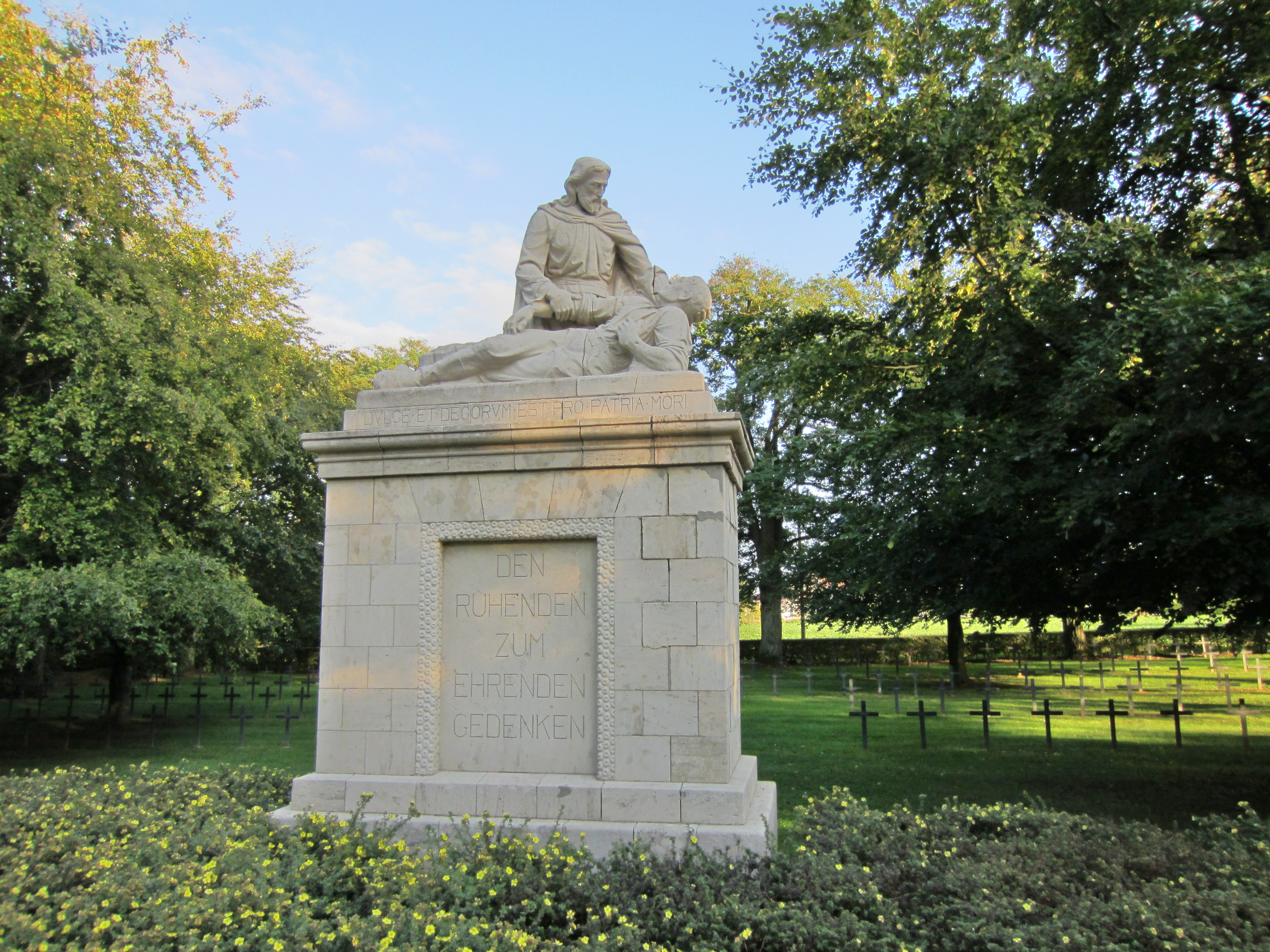
Cimetière militaire allemand.

Pour partir en croisade, en 1097 Godefroy de Bouillon vend le comté de Verdun à l’évêque Richer. Celui-ci remet le comté au frère de Godefroy : Baudouin de Bouillon. Mais ce dernier décide un peu plus tard de rejoindre son frère et revend le comté à l’évêque. On dit que, partant en croisade, il passa par Piennes où le pont sur le ruisseau porte son nom : le « Pont Baudouin ».
Existence d'un château fort, avec donjon, four banal et souterrain, connu seulement par la légende. Village ravagé par les guerres au XVe siècle.
Commune créée en 1908 par démembrement de Landres dont elle n'était, jusqu'alors, qu'un hameau. Mines de fer découvertes en 1899, ce qui détermina l'essor de la cité minière.
En 1817, Piennes, village de l'ancienne province du Barrois. À cette époque il y avait 170 habitants répartis dans 31 maisons.

## Politique et administration
| Période                                  | Période                   | Identité        | Étiquette      | Qualité                                                                                  |
| ---------------------------------------- | ------------------------- | --------------- | -------------- | ---------------------------------------------------------------------------------------- |
| Les données manquantes sont à compléter. |                           |                 |                |                                                                                          |
| mars 1959                                | mars 1977                 | Lucien Caro     | PCF            | Conseiller général du canton d'Audun-le-Roman (1961-1973)                                |
| mars 1977                                | mars 1989                 | Guy Cavigli     | PCF            |                                                                                          |
| mars 1989                                | juin 1995                 | André Martin    | PCF            |                                                                                          |
| juin 1995                                | mars 2001                 | Jean Brévi      | app. PCF       | Président Syndicat Intercommunal ordures Ménagères. Syndicaliste. Retraité Mineur de Fer |
| Mars 2001                                | Mai 2020                  | Michel Mariuzzo | PCF            | Conseiller général du Canton d'Audun-le-Roman (1998-2015)                                |
| Mai 2020                                 | En cours (au 8 Août 2020) | Matthieu Calvo  | Sans étiquette | Professeur au collège de Jœuf                                                            |

## Population et société

### Démographie
L'évolution du nombre d'habitants est connue à travers les recensements de la population effectués dans la commune depuis 1793. Pour les communes de moins de 10 000 habitants, une enquête de recensement portant sur toute la population est réalisée tous les cinq ans, les populations de référence des années intermédiaires étant quant à elles estimées par interpolation ou extrapolation. Pour la commune, le premier recensement exhaustif entrant dans le cadre du nouveau dispositif a été réalisé en 2006.

En 2022, la commune comptait 2 443 habitants, en évolution de −1,37 % par rapport à 2016 (Meurthe-et-Moselle : −0,13 %, France hors Mayotte : +2,11 %).
| 1793 | 1800 | 1806 | 1911  | 1921  | 1926  | 1931  | 1936  | 1946  |
| ---- | ---- | ---- | ----- | ----- | ----- | ----- | ----- | ----- |
| 127  | 146  | 169  | 3 313 | 1 767 | 3 872 | 4 077 | 3 416 | 3 353 |

| 1954  | 1962  | 1968  | 1975  | 1982  | 1990  | 1999  | 2006  | 2011  |
| ----- | ----- | ----- | ----- | ----- | ----- | ----- | ----- | ----- |
| 3 836 | 4 244 | 3 559 | 3 032 | 2 751 | 2 388 | 2 416 | 2 428 | 2 468 |

| 2016  | 2021  | 2022  | - | - | - | - | - | - |
| ----- | ----- | ----- | - | - | - | - | - | - |
| 2 477 | 2 460 | 2 443 | - | - | - | - | - | - |

## Culture locale et patrimoine

### Lieux et monuments

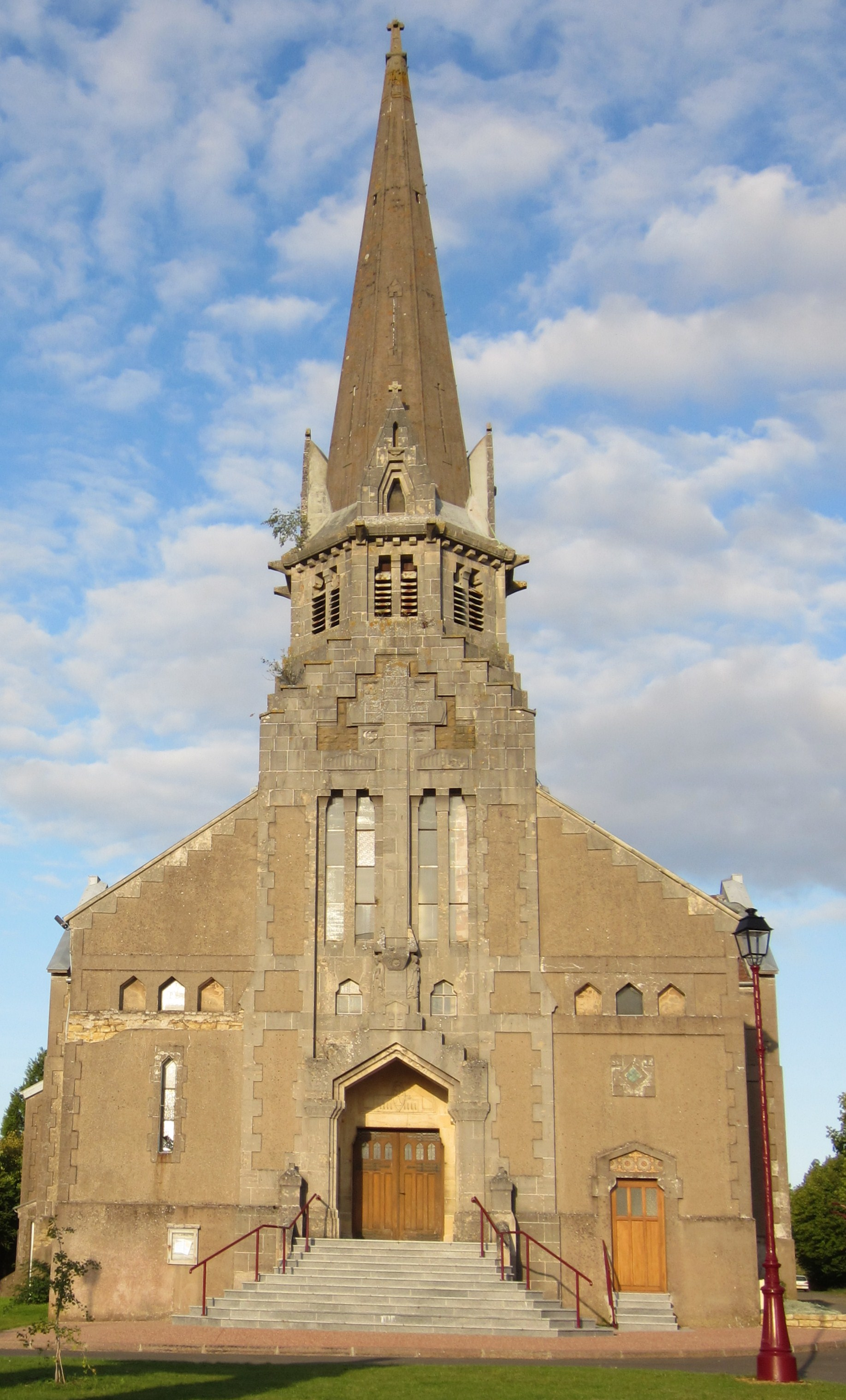
Église Saint-Crépin.

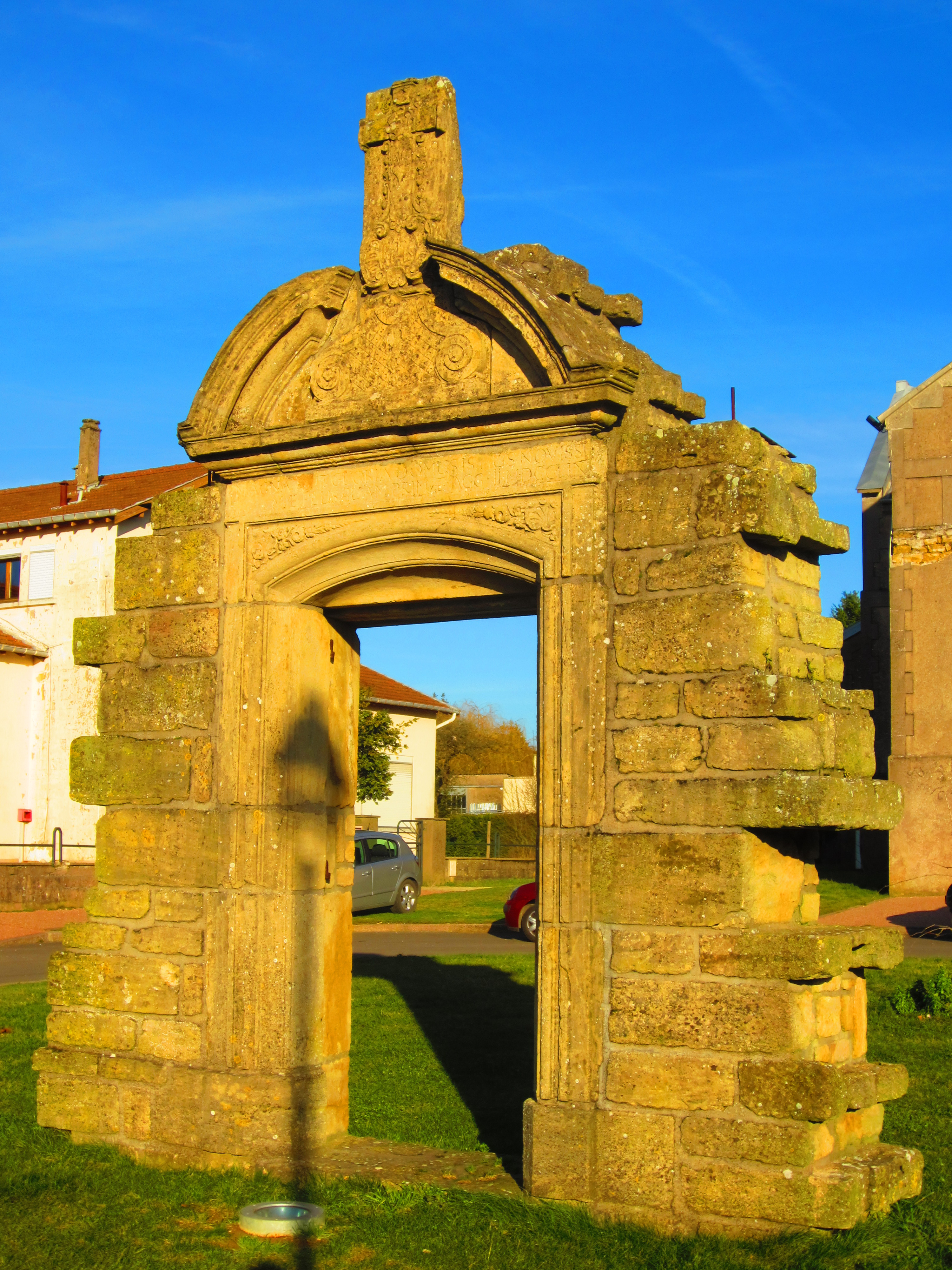
Porche de l'ancienne église.

- Cimetière militaire allemand, 1138 Allemands (1914-1918).
- Église paroissiale Saint-Crépin, Saint-Crépinien, première église paroissiale, XVIe siècle dont il subsistait le chœur. Nef tour clocher et sacristie reconstruites en 1759. Détruite en 1932 au moment de la reconstruction d'une église plus grande une centaine de mètres plus à l'est. Subsistent de cette ancienne église le portail remonté dans le jardin d'une maison appartenant à la mine de Piennes à Joudreville (avenue de la Mine), portant une inscription avec la date 1759, et la pierre de fondation remployée dans l'élévation occidentale de la nouvelle église
- Église paroissiale Saint-Crépin, Saint-Crépinien, 2e église paroissiale, reconstruite de 1928 à 1932, en remplacement d'une église du XVIe siècle ; la nef la tour clocher et la sacristie de l'église primitive avaient été reconstruites en 1759 ; la reconstruction à partir de 1928 avait été rendue nécessaire par le mauvais état de l'édifice au lendemain de la guerre 1914-1918 et son exiguïté liée à l'accroissement de la population à la suite de l'ouverture de la mine.

### Personnalités liées à Piennes
- Martin Carlier, né à Piennes au XVIIe siècle, sculpteur, œuvres au Parterre de Latone et Collection d'antiques de Louis XIV.
- Anne-Marie Blanc (1931 - 2022), romancière née à Piennes, dont l’œuvre s'inspire du Pays Haut.
- Thadée Cisowski, joueur de football, international français, qui commença sa carrière à Piennes.
- Christiane Magnani (alias Christiane Martel), Miss Univers 1953, née à Piennes.
- Roger Piantoni, joueur de football, international français, qui commença sa carrière à Piennes.

### Héraldique
| Blason de Piennes | Blason  | Coupé: au 1er d'azur à l'usine de trois sheds [toits à deux pentes différentes] d'argent, ouvert et ajouré de sable, essoré et à la cheminée de gueules, mouvant du flanc et du coupé, à dextre et au puits de mine de sable à senestre, au 2 d'or au chardon feuillé de deux pièces de sinople et fleuri de pourpre. |
| Blason de Piennes | Détails | Ces armes ont été adoptées par la commune vers 1975. |